# برنهارد گلس
برنهارد گلس (آلمانی: Bernhard Glass؛ زادهٔ ۶ نوامبر ۱۹۵۷) یک لژسوار اهل آلمان شرقی بود که در دهه‌های ۱۹۷۰ و ۱۹۸۰ به‌عنوان یکی از برجسته‌ترین ورزشکاران این رشته شناخته می‌شد.

## زندگی حرفه‌ای
گلس در شتاپلبورگ، آلمان شرقی به دنیا آمد و از سنین پایین به ورزش لژسواری روی آورد. او به‌سرعت در این رشته پیشرفت کرد و به یکی از چهره‌های مطرح لژسواری در سطح بین‌المللی تبدیل شد.

### بازی‌های المپیک زمستانی ۱۹۸۰
گلس در بازی‌های المپیک زمستانی ۱۹۸۰ در لیک پلاسید، نیویورک، به مدال طلای مسابقات تک‌نفره مردان دست یافت. این پیروزی یکی از مهم‌ترین دستاوردهای ورزشی او بود و نامش را در تاریخ لژسواری ثبت کرد.

### قهرمانی اروپا
او در قهرمانی لژسواری اروپا ۱۹۷۹ که در اوبرهوف، آلمان شرقی برگزار شد، موفق به کسب مدال برنز شد.

## بازنشستگی و میراث
پس از بازنشستگی از رقابت‌های حرفه‌ای، گلس به‌عنوان مربی و مشاور در زمینه لژسواری فعالیت کرد. او به‌عنوان یکی از پیشگامان این رشته در آلمان شرقی شناخته می‌شود و نقش مهمی در توسعه لژسواری در این کشور ایفا کرده است.

## جوایز و افتخارات
- مدال طلای بازی‌های المپیک زمستانی ۱۹۸۰ در رشته تک‌نفره مردان.
- مدال برنز قهرمانی لژسواری اروپا ۱۹۷۹ در رشته تک‌نفره مردان.